# Kaiserstuhl

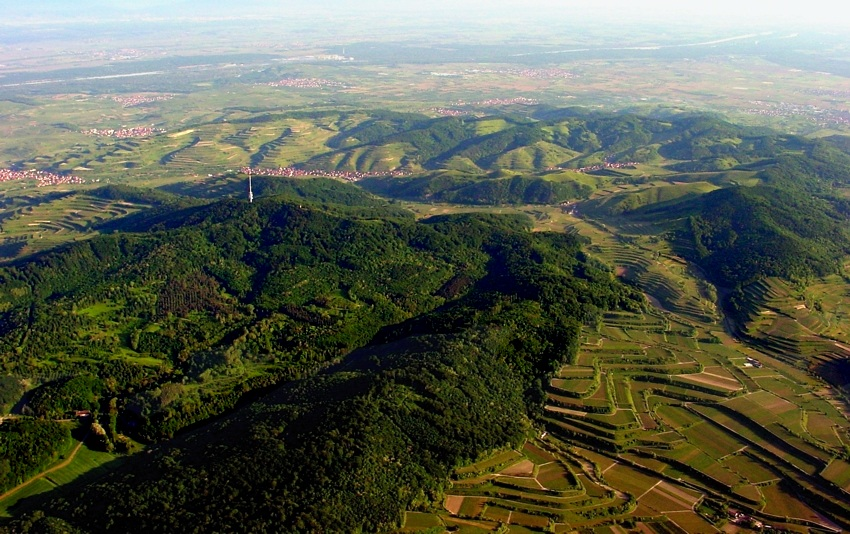
As montanhas do Kaierstuhl com o Totenkopf no centro

O Kaiserstuhl (literalmente Cadeira do Imperador) é uma região montanhosa no Alto Vale do Reno superior, de origem vulcânica, situado no sudoeste da Alemanha, entre o Reno e 16 km ao noroeste de Friburgo em Brisgóvia.
Tem sua maior elevação no morro Totenkopf, de 557 metros. Resquícios da última Era do Gelo no solo e o clima ameno privilegiam o cultivo de vinhas e de frutas. O Kaiserstuhl é uma das regiões mais quentes da Alemanha. A cidade de Ihringen é de fato a cidade com a mais alta temperatura média anual em toda a Alemanha. Este clima benigno, juntamente com a qualidade do solo, faz com que o Kaiserstuhl é uma região vinícola de reputação, incluindo a denominação de origem de Baden. Na área também são dados algumas espécies vegetais e animais invulgares. Por exemplo, houve mais de 30 espécies diferentes de orquídeas no Kaiserstuhl.